# Последняя тарантелла
Последняя тарантелла — телевизионный фильм-балет режиссёра Александра Белинского и хореографа Олега Игнатьева по мотивам рассказа Максима Горького «Нунча» (из цикла «Сказки об Италии»), снятый в 1992 году на студии «Ленфильм».

## История создания
В этом фильме, в отличие от других своих фильмов-балетов, режиссёр Александр Белинский решил использовать не только танцевальную лексику, но и слово:

«Впервые в своих балетных фильмах я прибегаю к слову. И отнюдь не потому, что сюжет „Нунчи“ не может быть понятен с помощью одной хореографии. И в „Галатее“ и в „Анюте“ и в „Чаплиниане“ это было сделать сложнее. В „Тарантелле“ должны быть кадры, свободные от музыки, так, кстати сказал Боб Фосс»
Вместо диалогов в фильме звучит закадровый текст, который читал актёр Олег Басилашвили.
На роль Нины, дочери Нунчи, по совету балерины Екатерины Максимовой, которая сама не смогла участвовать в съёмках, была приглашена юная выпускница хореографического училища Анна Плисецкая.

## Сюжет
Квартал святого Якова справедливо гордится своим фонтаном, у которого танцевала торговка овощами Нунча — всеми признанная первая красавица и самый весёлый человек в мире. Муж Нунчи, Стефано, из ревности устроил драку на площади и погиб от ножа соперника. В двадцать три года Нунча осталась вдовой с пятилетней дочерью на руках.
У неё было много поклонников, однажды она уехала в Сицилию с одним форестьером из Англии. Вернувшись, снова стала жить среди своих, как всегда весёлая и доступная всем радостям. Лет десять сияла Нунча звездою, пока повзрослевшая дочь Нина не стала затмевать её красоту.
Дровосек Энрико Борбоне, приехавший из Австралии, стал ухаживать и за Нунчей и за Ниной. Соперничество матери и дочери переросло в танцевальный марафон, в котором победила мать. Нина, разбитая и обиженная неудачей, упала на ступени паперти. Не давая себе отдохнуть, Нунча снова пожелала танцевать тарантеллу, и в разгар пляски внезапно умерла от разрыва сердца.
По сравнению с рассказом Горького сюжет видоизменён: Стефано, муж Нунчи, не отправляется в тюрьму за драку, а погибает, и Нунча остаётся вдовой. Рыбак Артур Лано, который первоначально был в сценарии, оказался не нужен, когда режиссёр отказался от диалогов.

## В ролях

Ольга Ченчикова в роли Нунчи

- Нунча, торговка овощами — Ольга Ченчикова[1]
- Нина, дочь Нунчи — Анна Плисецкая
- Энрико Борбоне, дровосек — Махар Вазиев
- Нина в детстве — Маша Вазиева[5]
- форестьер из Англии, поклонник Нунчи — Гали Абайдулов
- Стефано, муж Нунчи — Николай Ковмир
- В остальных ролях — артисты балета Мариинского театра

## Съёмочная группа
- Режиссёр—постановщик — Александр Белинский
- Композитор — Тимур Коган
- Оператор-постановщик — Эдуард Розовский
- Балетмейстер — Олег Игнатьев
- Репетитор — Наталья Большакова
- Художник — Наталья Васильева[6]
- Художник—гримёр — Лилия Хрущёва
- Продюсер — Дмитрий Генденштейн[7]
- Производство «Аккорд-фильм»
- Студия — «Ленфильм»[8]

### Съёмочный период
Репетиционный период продолжался с 16 декабря 1991 года по 9 февраля 1992 года, производственный период — с 10 февраля по 30 апреля 1992 года.

### Сцены
| Картина           | План                                                                |
| ----------------- | ------------------------------------------------------------------- |
| Сцена             | Действие. Персонажи                                                 |
| Сцена «у Фонтана» | План — панорама                                                     |
| Титры             | «Рынок» № 2                                                         |
| Сцена 1           | «Площадь». Танец Нунчи                                              |
| Сцена 2           | Танец Нины. Быстрый                                                 |
| Сцена 3           | Вторая песня и выход Энрике                                         |
| Сцена 4           | «Площадь». Трио (2-я Тарантелла) Быстрая и медленная                |
| Сцена 5           | «Берег моря». Адажио                                                |
| Сцена 6           | Ссора                                                               |
| Сцена 7           | «Берег моря». Монолог Нунчи                                         |
| Сцена 8           | «Площадь». Спор. Третья Тарантелла. «Площадь». Танец жизни и смерти |
| Сцена 9           | Смерть Нунчи                                                        |
| Сцена 10          | «Паперть». Реквием                                                  |
| Сцена 11          | «Площадь». Тень                                                     |
| Сцена 12          | «Площадь». Тарантелла-песня                                         |

## Другие постановки
Впервые балет «Нунча» был поставлен в 1964 году в Ленинградском хореографическом училище (композитор — Дмитрий Толстой). Позднее он был экранизирован студией Ленинградского телевидения как хореографическая теленовелла (режиссёр — Теодор Стеркин).